# Jan Björklund
Jan Arne Björklund (Skene, 18 aprile 1962) è un politico svedese.
È stato il leader del Partito popolare liberale fino al 28 giugno 2019 ed è stato Ministro della Pubblica Istruzione e Vice Primo Ministro svedese fino alle elezioni del 2014. Dal 1 Settembre 2020 è Ambasciatore di Svezia in Italia.

## Educazione militare e carriera
Jan Björklund è nato a Skene (oggi parte del comune di Mark), nella contea di Västra Götaland, in Svezia. Suo padre, Arne, lavorava nell'industria tessile e sua madre, Ragna, arrivò in Svezia dalla Norvegia come rifugiata di guerra nel 1944. Proviene da una famiglia appartenente alla classe operaia e i suoi genitori non ebbero un'istruzione superiore.
Dopo aver completato l'istruzione secondaria superiore ("Ginnasio") nel 1982, Björklund si arruolò nelle Forze armate svedesi e superò l'esame di Ufficiale nel 1985. Lavorò poi nella Guardia Reale a Stoccolma, si ritirò, nel 1994, per iniziare una nuova carriera in politica.

## Carriera politica
Björklund divenne presto membro della Svezia dei giovani liberali, l'ala giovanile del Partito popolare liberale, nel 1976. Fu eletto membro del consiglio direttivo dell'organizzazione nel 1983 e lavorò come secondo vice presidente tra il 1985 e il 1987. Divenne poi membro del consiglio del Partito popolare liberale (dal 1990). Nel 1995 entrò a far parte della direzione del partito e due anni dopo diventò secondo vice presidente e vice presidente nel 2001.
Nel 1991 Björklund fu eletto membro supplente del consiglio municipale (svedese: kommunfullmäktige) di Stoccolma, dove prestò servizio nel consiglio educativo della città. Tra il 1994 e il 1998 è stato vice sindaco dell'opposizione (svedese: oppositionsborgarråd) di Stoccolma. Tra il 1998 e il 2002 è stato vice sindaco delle scuole (svedese: skolborgarråd) e tra il 2002 e il 2006 ha nuovamente lavorato come vice sindaco dell'opposizione.
Nel periodo precedente alle elezioni del 2002 e del 2006, Björklund era presidente del gruppo di lavoro dell'Alleanza per la Svezia, di centro-destra, per la politica educativa.

### Ministro del governo e leader del partito
Alle elezioni generali svedesi del 2006, Björklund venne eletto al Riksdag, e poco dopo venne nominato Ministro delle scuole dal nuovo gabinetto di centro-destra guidato dal Primo ministro Fredrik Reinfeldt.
Dopo la decisione di Lars Leijonborg di ritirarsi come leader di partito al Congresso nazionale del Partito popolare liberale il 7 settembre 2007, Björklund venne nominato all'unanimità dal comitato elettorale del partito come nuovo leader nazionale. Contemporaneamente, raggiunse la posizione di capo del Ministero dell'istruzione e della ricerca. 
Dopo le elezioni del 2010, il Partito popolare liberale diventò il secondo partito più grande nell'alleanza del governo. Björklund sostituì Maud Olofsson come vice primo ministro il 5 ottobre 2010. Rassegnò le dimissioni al congresso del 28 giugno 2019. Il suo successore è Nyamko Sabuni.

## Punti di vista politici
Björklund è spesso visto come un rappresentante dell'ala più a destra del Partito Liberale. Si è concentrato maggiormente sulle questioni dell'istruzione, dove è noto per il suo sostegno all'ordine e alla disciplina. Ha criticato il sistema scolastico svedese per essere troppo "sciocco" e per non concentrarsi abbastanza sulla conoscenza. Tra le altre cose, in vista dell'invasione americana dall'Iraq nel 2002, come primo vicepresidente del suo partito, Björklund espresse il suo sostegno alla partecipazione della Svezia alla coalizione multinazionale a condizione che l'invasione avesse un ampio sostegno internazionale (cosa che non ebbe).
Nel gennaio 2009, in un'intervista sul programma di notizie svedese SVT, Björlund ha criticato la riduzione degli ultimi anni della difesa svedese, affermando: "Dopo lo sviluppo degli ultimi anni in Russia e la guerra in Georgia, la Svezia deve essere in grado di mobilitare più soldati di quanto possiamo oggi".

## Vita personale
Jan Björklund è sposato con Anette Brifalk, con la quale ha due figli. Vive con la sua famiglia a Bromma, Stoccolma.